# Braćevac
Braćevac (Kyrillisch: Браћевац) ist ein Dorf in der Opština Negotin und im Okrug Bor im Osten Serbiens. Es befindet sich 23 Kilometer südlich der Stadt Negotin.
Das Dorf wird in zwei Ortsteile gegliedert: Donji Braćevac und Gornji Braćevac.

## Geographie
Braćevac liegt am Rande der Karpaten, im nördlichen Teil der Region Timočka Krajina.

### Nahe Städte und Dörfer
Das Dorf befindet sich an der südlichsten Spitze der Gemeinde Negotin.
| Tabakovac 3 km        | Tamnič 2 km                                 | Rajac 3 km       |
| Veliki Jasenovac 3 km | Kompassrose, die auf Nachbargemeinden zeigt | Crnomasnica 2 km |
| Mali Jasenovac 3 km   | Bulgarien 2 km                              | Bulgarien 2 km   |

## Geschichte
Das Dorf wird das erste Mal in den Jahren 1497, 1521, 1530 und 1586 in türkischen Schriften namentlich erwähnt. Im Dorf wurde 1872 die Serbisch-orthodoxe Dreifaltigkeitskirche erbaut.
Bis zum Ende des Ersten Weltkrieges 1918 war das Dorf unter bulgarischer Herrschaft. Danach fiel es, wie die restliche Region, an das Königreich Jugoslawien.
Nach dem Zweiten Weltkrieg wurde während des Zweiten Jugoslawiens 1949 der Kulturdom gebaut und das Dorf an das Stromnetz angeschlossen. 1956 erhielt das Dorf eine Krankenstation und 1981 wurden die Straßen asphaltiert sowie Braćevac an das staatliche Telefonnetz angeschlossen.

## Einwohner
Laut Volkszählung 2002 (Eigennennung) gab es 533 Einwohner. Die meisten von ihnen waren Serbisch-Orthodoxe. Davon waren:
|            | Anzahl | Prozent |
| Gesamt     | 533    | 100     |
| Serben     | 515    | 96,62   |
| Roma       | 12     | 2,25    |
| Bulgaren   | 2      | 0,37    |
| Kroaten    | 1      | 0,18    |
| Mazedonier | 1      | 0,18    |
| Jugoslawen | 1      | 0,18    |
| Unbekannt  | 1      | 0,18    |

Weitere Volkszählungen:
| 1921  | 1948  | 1953  | 1961  | 1971  | 1981  | 1991 |
| ----- | ----- | ----- | ----- | ----- | ----- | ---- |
| 2.500 | 1.794 | 1.764 | 1.627 | 1.337 | 1.038 | 744  |

## Bildung
Da sich das Dorf relativ nahe an der Stadt Negotin befindet, gibt es nur eine Grundschule im Dorf. Diese wurde 1952 erbaut und bekam den Namen "Momčilo Ranković" Rajac.

## Verweise